# Essakane
Essakane er en oaseby i den nordlige del af Mali. Byen og oasen ligger i Tombouctou Region, godt 2 timers kørsel (eller omkring 60 km) nord for byen Timbuktu.
Essakane er hjemsted for en årlig musikfestival, der meget rammende kaldes Festival in the Desert (el. Festival au Désert). Festivalen har været afholdt i januar måned hvert år siden 2001. Festivalens hovedformål er at udsprede kendskabet til den lokale Tuareg-befolknings musik kombineret med musik fra de omkringliggende lande, eksempelvis Mauretanien og Niger.

## Eksterne links
- Festival au Désert – officiel website Arkiveret 28. september 2007 hos  Wayback Machine

16°46′57″N 3°37′58″V / 16.7825°N 3.6328°V